# Rzeczyca (dopływ Sołokii)
Rzeczyca (ukr. Річиця, Riczycia) – rzeka w południowo-wschodniej Polsce i zachodniej Ukrainie, lewy dopływ Sołokii. Długość rzeki wynosi 37 km (27 km na terenie Polski, 10 km na terenie Ukrainy) powierzchnia dorzecza: 197 km² (174 km² w Polsce, 23 km² na Ukrainie). Jest największym dopływem Sołokii.

## Przebieg
Źródła Rzeczycy znajdują się kilkaset metrów na zachód od wsi Wierszczyca, której nazwa jest hydronimem (Wierzchrzeczyca, Werchreczyca = górna Rzeczyca). Jest rzeką typowo równinną z szeroką doliną pokrytą roślinnością łąkową. Po stronie polskiej na całej długości posiada koryto uregulowane i wyprostowane. W górnym odcinku Rzeczyca ma przebieg równoleżnikowy z zachodu na wschód i rozdziela Grzędę Sokalską (Wyżyna Wołyńska) na północy od Równiny Bełskiej (Kotlina Pobuża) na południu.
W dolnym biegu, gdzie wpływa na Równinę Bełską, obiera kierunek południowo-wschodni. W XIX w. i na początku XX w. poszczególne odcinki rzeki posiadały nazwy lokalne np. między Łubczem a Szlatynem nazywano ją Szlatynówką, za Hubinkiem Tatrą w Korczminie Swynoryją. W Rzeczycy przyjmuje lewy dopływ: Potok Korytnicki, a w Tarnoszynie swój największy dopływ - Szyszłę (prawy). Na 26,5 km biegu (licząc od źródła) przekracza granicę polsko-Ukraińską. Rzeczyca uchodzi do Sołokii na wschód od Bełza (Ukraina).

## Miejscowości nad Rzeczycą (uporządkowane od źródeł do ujścia)
| Polska                                      | Polska                                             | Polska                               | Ukraina                                |
| ------------------------------------------- | -------------------------------------------------- | ------------------------------------ | -------------------------------------- |
| - Wierszczyca, - Łubcze - Szlatyn - Hubinek | - Rzeczyca - Ulhówek - Kolonia Ulhówek - Tarnoszyn | - Szczepiatyn - Korczmin - Machnówek | - Worochta - Tuszków - Zabłocie - Bełz |